# Residente (título)

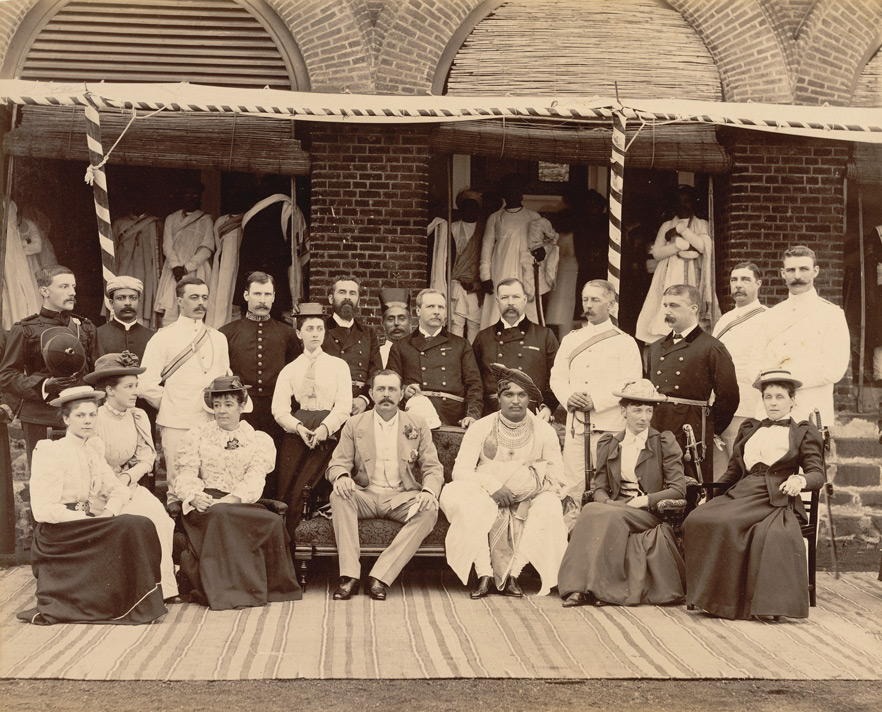
Personal de la residencia de Kolhapur alrededor del residente de la ciudad y el maharajá de Kolhapur, 1894.

Un residente (título completo ministro residente) es un oficial gubernamental al que se le solicita que acepte residir de manera permanente en otro país. Es un representante de su gobierno y oficialmente cuenta con funciones diplomáticas que se consideran a menudo una forma de gobierno indirecto.

## Ministros residentes
El título completo era común como rango diplomático para el jefe de una misión con una consideración justo por debajo del nivel de un enviado, lo que a menudo reflejaba la relativa poca importancia de los estados de origen o residencia o las difíciles relaciones entre ambos.
En ocasiones el papel del ministro residente podía resultar de extrema importancia como cuando en 1806 el rey Borbón Fernando IV huyó de su reino en Nápoles y Lord William Bentinck, el residente británico, fue el autor de una nueva constitución relativamente liberal.
Los residentes podían ser enviados también a gobiernos en la sombra, como por ejemplo el de los beys mamelucos que gobernaron la provincia de Bagdad como un estado autónomo en el norte del actual Irak hasta que los sultanes otomanos recuperaron el control sobre la región y su wali (gobernador) y a los que el gobierno británico envió residentes.
Incluso después de que el Gran Ducado de Toscana fuera restaurado por el Congreso de Viena de 1815 los británicos enviaron a un «simple» residente a Florencia.
Con el desarrollo de las relaciones internacionales se convirtió en costumbre darle el más alto título diplomático, embajador, al líder de todas las misiones en cualquier país excepto como expresión temporal de relaciones en declive o cuando la representación era una mera disposición temporal.

## Residentes seudocoloniales

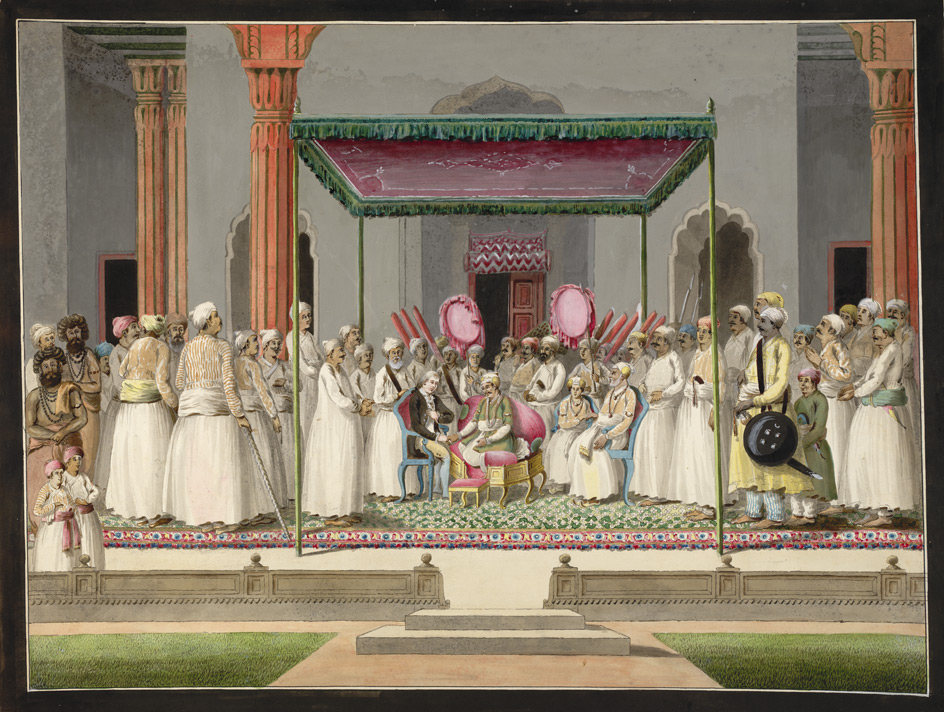
Nawab Nazim Mubaraq ud-Daulah de Murshidabad recibe al residente británico en la ciudad, anónimo, c. 1790.

Algunos representantes de potencias coloniales europeas, aunque en teoría diplomáticos, ejercían en la práctica grados más o menos palpables de gobierno indirecto. Algunos de esos residentes eran antiguos oficiales militares en vez de diplomáticos de carrera y residían en pequeños protectorados y estados tributarios donde actuaban como consejeros políticos de los gobernantes. Un residente de confianza podía incluso llegar a convertirse en primer ministro de facto del gobierno nativo. En otros aspectos actuaban como embajadores de su propio gobierno pero a un nivel inferior dado que las naciones occidentales consideraban inferiores incluso a los más grandes y ricos estados nativos. En vez de limitarse a ser el representante ante un solo gobierno el residente podía ser asignado a más de un estado nativo o a un agrupamiento de estados decidido por la potencia europea según su conveniencia. Esto podía dar origen en ocasiones a una unidad geográfica artificial como la Residencia británica del Golfo Pérsico o las subdivisiones del Imperio británico en la India.
Posiciones similares podían conllevar títulos alternativos como los de agente político o comisionado residente. 
En algunos casos el sistema diplomático europeo se entrelazaba tanto con la clase dirigente nativa que los miembros de las casas principescas nativas pasaron a ser residentes, tanto en otros estados como dentro del suyo propio, sobre todo si era improbable que llegasen a convertirse en dirigente del estado.
El papel real de un residente variaba enormemente dependiendo de las relaciones entre bastidores de las dos partes e incluso de las personalidades del residente y los gobernantes. Algunos residentes eran poco más que observadores y diplomáticos, a otros se les consideraba la "cara del opresor" y recibían un trato hostil y otros se ganaron la confianza del gobernante hasta el punto de poder ejercer una enorme influencia.
En Sudáfrica en 1887, cuando tanto bóeres como buscadores de oro de todas las nacionalidades se estaban haciendo con el control del país, el jefe supremo swazi Umbandine solicitó un residente británico pues lo veía como una forma deseable y eficaz de protección. Su solicitud fue rechazada.

### Residentes británicos y de los dominios
Los residentes de los gobiernos del Reino Unido y los dominios en diversos protectorados incluyen:

#### Residentes en África

Bandera del residente británico en Zanzíbar (1955-1963).

- En el Sultanato de Zanzíbar, segundo hogar de la dinastía Omaní, desde 1913. De 1913 a 1961 fueron también el visir del Sultán. Hubo cónsules y cónsules generales hasta 1963.
- En la Kenia moderna, en el Sultanato de Witu, después de que los británicos se lo arrebataran al Imperio alemán, quien había enviado a su vez un residente propio.
- En el Camerún británico (parte del antiguo Camerún alemán), desde 1916, renombrado residente especial en 1949 (cargo superior en las dos nuevas provincias) por Edward John Gibbons (1906-1990), quien permaneció en el lugar en octubre de 1954 como primer comisionado cuando se convirtió en parte autónoma de Nigeria.
- En África meridional:
  - Cuando el destacamento militar enviado desde la Colonia del Cabo para ocupar Puerto Natal en nombre de Gran Bretaña fue retirado en 1839, se procedió al envío de un residente británico a los fengu y otras tribus en la Cafrería hasta el establecimiento definitivo del gobierno británico en Natal y su reorganización en 1845 como entidad administrativa cuando las tribus de la zona convirtieron al titular del cargo, Theophilus Shepstone, en agente.
  - En KwaZulu, que desde 1843 pasó a estar bajo el control de un protectorado británico tras convertirse en la Reserva Nativa Zulú o Provincia de Zululandia el 1 de septiembre de 1879: los dos residentes británicos fueron William Douglas Wheelwright (8 de septiembre de 1879-enero de 1880) y Sir Melmoth Osborn hasta el 22 de diciembre de 1882. Con posterioridad hubo comisionados residentes hasta que Zululandia se incorporó a la colonia de la Corona de Natal como Zululandia británica el 1 de diciembre de 1897.
  - En 1845 el residente del "norte del río Orange" estableció su residencia en Bloemfontein que se convirtió en la capital de la Soberanía del Río Orange en 1848. En 1854 los británicos abandonaron la Soberanía y en su lugar se fundó la república bóer independiente del Estado Libre de Orange.
  - En la república bóer de Transvaal, en Pretoria.
  - Con el jefe Matabele en Bulawayo.
- En Ghana, con los gobernantes de la Confederación asanteman (establecida en 1701) tras su transformación en protectorado británico en 1896. ; el 23 de junio de 1900 la autoridad del protectorado del Reino Unido disolvió la confederación y el 26 de septiembre de 1901 la convirtió en la Costa de Oro Británica, lo que llevó a que desde 1902 el lugar del residente lo ocupase un comisionado jefe en Kumasi.
- En diversas partes del Protectorado de Nigeria del Norte, del Protectorado de Nigeria del Sur y tras unirse en el protectorado de Nigeria, particularmente en el estado de Edo en Benin City (primero ante el consejo de jefes instaurado por los británicos, después ante el restaurado Oba), con el emir de y en Bauchi, para los dirigentes unidos de los bale y los balogun de Ibadán (estado vasallo de Yorubalandia) y con los emires de Illorin, de Muri y de Nupe.

#### Residentes en Asia

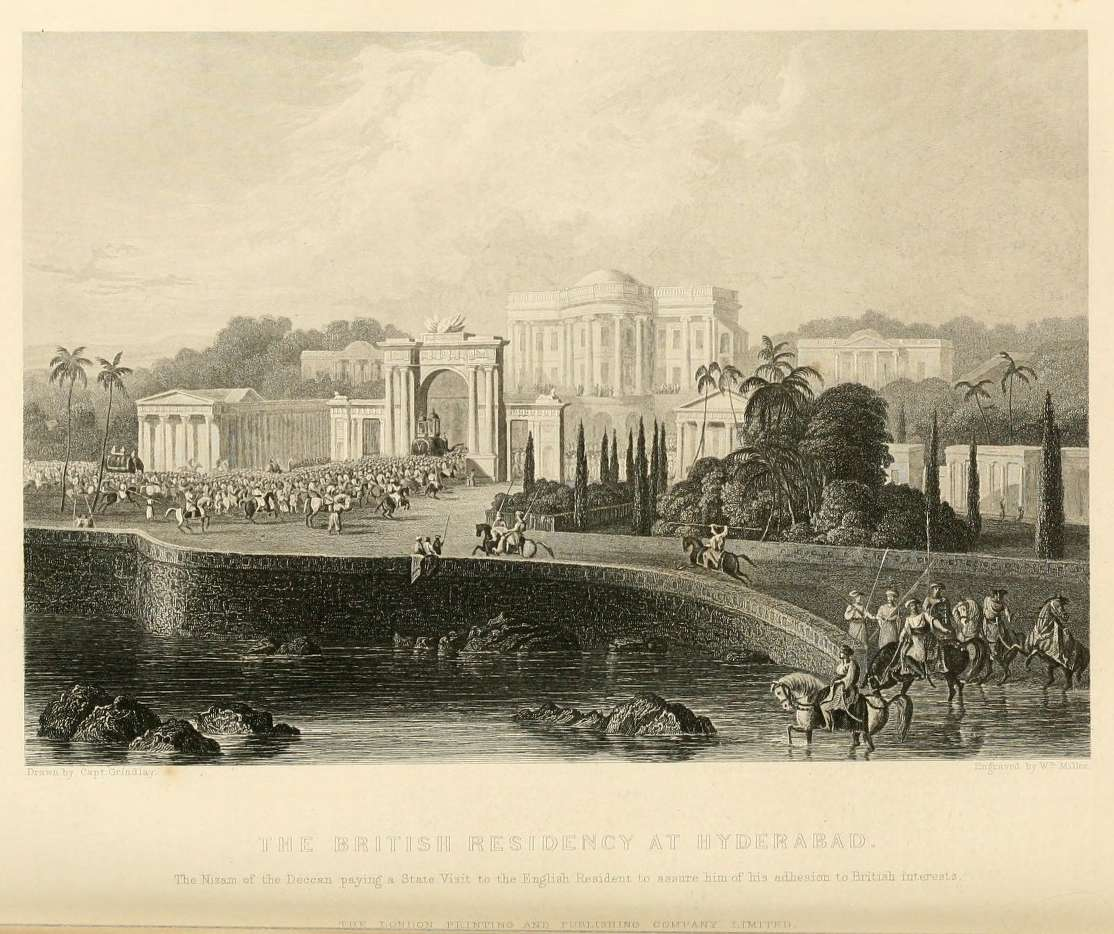
Residencia británica en Hyderabad.

Los residentes británicos estuvieron destinados en varios estados principescos (en grandes estados o grupos de estados) durante la existencia de la India británica. A veces se les asignaba un solo estado como con los residentes enviados a Lucknow, capital de Oudh, al maharajá Gaekwar de Baroda, al maharajá Scindia de Gwalior, al Nizam al-Molk de Hyderabad, al maharajá Rana de Jhalawar, al restaurado maharajá de Mysore tras la caída del sultán Fateh Ali Tipu, al maharajá Sena Sahib Subah del estado maratha de Nagpur, al (maha)rajá de Manipur, al (maha)rajá de Travancore y al maharana de Mewar en Udaipur. Incluso aunque Lord Lake había derrotado al poder maratha en 1803 y el emperador mogol había pasado a estar bajo protección de la Compañía Británica de las Indias Orientales, se destinaron los distritos de Delhi e Hisar como concesión para la familia real y estuvieron bajo administración del residente británico hasta que en 1832 el área completa pasó a formar parte de las Provincias del Noroeste.
Un residente podía también ser asignado a un grupo de estados principescos, habitualmente porque la mayoría se consideraban de poca importancia, tanto a un grupo geográfico como a uno de los estados con otros vínculos entre ellos.
También hubo residentes británicos en estados importantes por su conexión con la India, por ser vecinos o por estar en la ruta hacia el país, entre ellos:
- En Adén (mientras estaba subordinado a la Presidencia de Bombai), la única parte del actual Yemen que se convirtió en una colonia en posesión absoluta de los británicos. El primero de los tres agentes políticos británicos desde 1839 se mantuvo como primer residente desde 1859 mientras que el último pasó a ser el primer comisionado jefe en 1932 y se convirtió en el único representante diplomático para los diversos gobernantes árabes que con el tiempo aceptaron el protectorado. Desde la separación legal en 1935 de Adén de la India británica siguió una reorganización en 1937 que creó el Protectorado Oriental y el Protectorado Occidental (con base en Mukallah y Lahej respectivamente) que en conjunto cubrían todo Yemen. Los representantes británicos en cada protectorado fueron designados oficiales políticos británicos.
- En Afganistán, un reino al que se le concedió un saludo o salva de 21 cañones (el rango más alto entre los estados principescos aunque no entre los monarcas soberanos). Los primeros tres residentes fueron sir Alexander Burnes, William Hay McNaghten y Eldred Pottinger, durante un periodo que fue de 1837 al 6 de enero de 1842. Después, cuatro vakil (representantes equivalentes a un embajador) nativos actuaron en representación del gobierno británico: Nawab Foujdar Khan (1856 – abril de 1859), Ghulam Husain Khan Allizai (abril de 1859 – 1865), Bukhiar Khan (febrero de 1864 – enero de 1868, en funciones) y Attah Muhammad Khan Khagwani (enero de 1868 – 1878). A estos siguieron dos residentes británicos más, Louis Napoleon Cavagnari (24 de julio de 1879 – 3 de septiembre de 1879) y Henry Lepel-Griffin (1880) y luego dos comandantes militares (8 de octubre de 1879 - 11 de agosto de 1880) y hasta 1919 una sucesión de diez agentes británicos nativos, uno de los cuales ocupó dos veces el cargo de forma no consecutiva.
- El capitán Hiram Cox[1] (muerto en 1799) fue el primer residente británico ante el rey de la Birmania independiente (octubre de 1796 - julio de 1797) al que siguieron diversos enviados intermitentes en la corte durante el siglo XIX que nunca satisfacían a ambas partes. Tras la conquista británica de Birmania hubo dos diferentes en la zona fronteriza del país: uno en los Estados Shan del Norte y otro en los Estados Shan del Sur, cada uno compuesto por varias tribus normalmente gobernadas por un Saopha, entre 1945-1948. Cada grupo había estado bajo el control de un superintendente desde 1887-88 hasta 1922 y luego estuvieron bajo supervisión conjunta de un comisionado residente hasta la ocupación japonesa de 1942.
- Tras cinco gobernadores militares desde que la Compañía Británica de las Indias Orientales comenzara la tarea de expulsar a los neerlandeses de Ceilán en agosto de 1795 y su posterior ocupación (completada el 16 de febrero de 1796) el único residente en la isla fue Robert Andrews (12 de febrero de 1796 - 12 de octubre de 1798), subordinado a la Presidencia de Madrás, tras lo que la compañía designó gobernadores como si fuera una colonia independiente.
- Ante el sultán del archipiélago de las Maldivas y tras su aceptación de la protección británica el 16 de diciembre de 1887 (informalmente desde 1796 cuando los británicos le arrebataron Ceilán a los neerlandeses) pero de hecho su puesto fue ocupado ex officio por los gobernadores coloniales hasta el 4 de febrero de 1948, oficialmente abolido el 26 de julio de 1965, fecha de la declaración de independencia.
- En Nepal desde 1802, autorizado por los reyes hindúes, ejerciendo desde el 15 de marzo de 1816 un protectorado de facto. El último residente permaneció desde 1920 como enviado hasta la emancipación de 1923.
- Con el imán/sultán de Omán durante los periodos de 1800-1804, 1805-1810 y 1840 (dos veces vacante), después pasó a la rama africana de la dinastía en la isla de Unguja y desde 1862 un agente político asumió su papel.

En zonas no relacionadas con la India:
- En el Emirato de Transjordania (actual Jordania), cuatro titulares autorizados por el rey/emir hachemita desde abril de 1921 al 17 de junio de 1946.

Podían establecerse residencias incluso en territorios de ultramar ocupados (preventivamente o por conquista) para mantener a los franceses fuera de las rutas comerciales estratégicas, como por ejemplo en Laye, en Sumatra, una isla devuelta a las Indias Orientales Neerlandesas.

#### Residentes en protectorados británicos europeos
Desde el 5 de noviembre de 1815 los Estados Unidos de las Islas Jónicas se convirtieron en una república federal de siete islas (Corfú, Cefalonia, Cerigo, Ítaca, Paxoí, Léucade y Zante) y en protectorado (nominalmente de las potencias aliadas, de facto del Reino Unido con el siempre británico Lord Alto Comisionado como puesto de mayor importancia). Hasta la incorporación el 1 de junio de 1864 a la Grecia independiente hubo residentes británicos, cada uno asignado a un prefecto local en las siete islas individuales.

#### Residentes en estados británicos odominiosen Oceanía

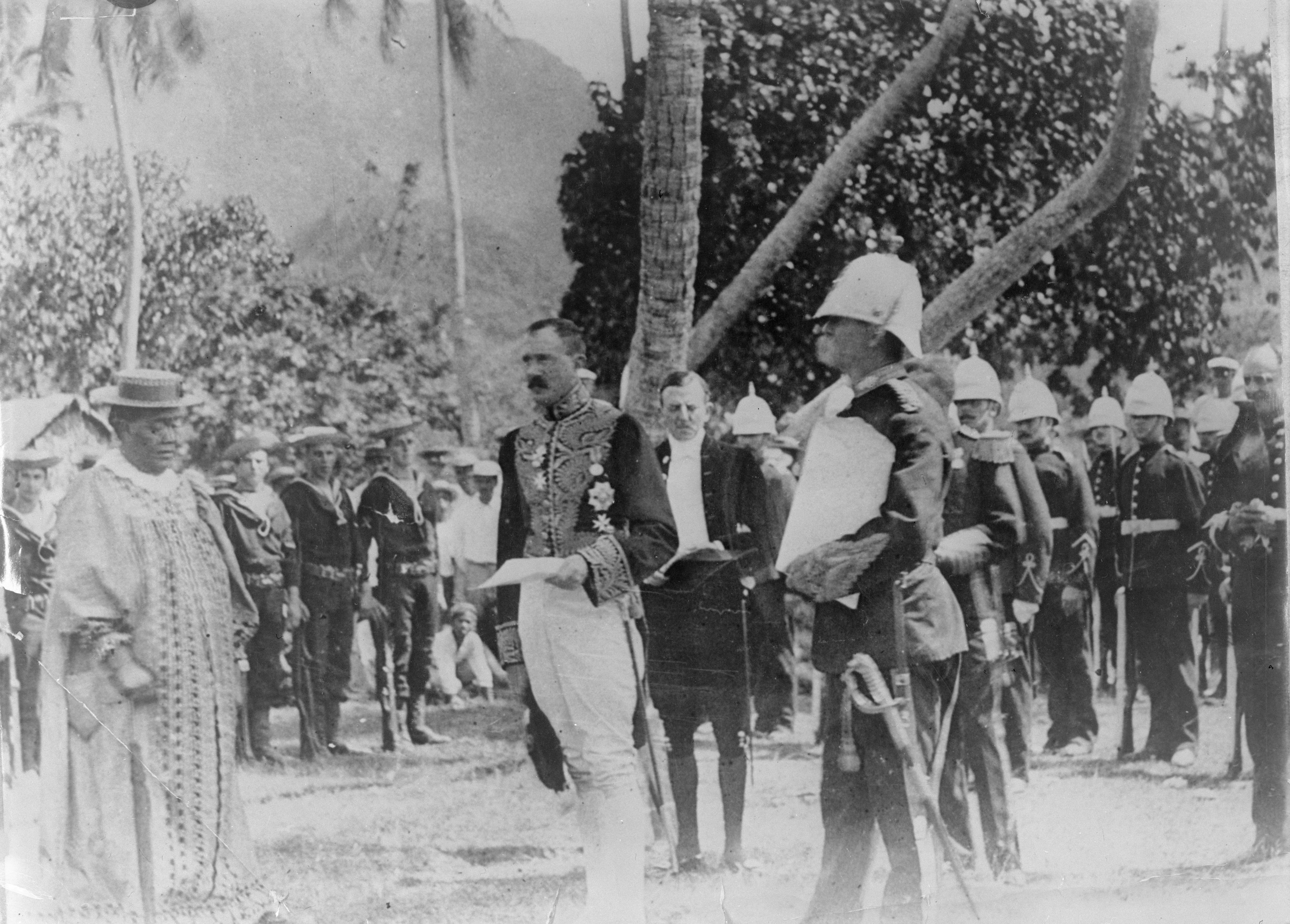
El residente en Rarotonga para las Islas Cook, Walter Gudgeon (a la derecha en primer plano) asiste a la ceremonia para la proclamación de la anexión a Nueva Zelanda junto al gobernador general Lord Ranfuldy (en el centro) y la reina Makea.

- En la fase inicial del asentamiento colonial en Nueva Zelanda, donde los maoríes polinesios declararon la independencia bajo protectorado inglés el 28 de octubre de 1835 con el nombre de Confederación de Tribus Unidas. James Busby desde el 10 de mayo de 1833 al 28 de enero de 1840 (entre 1834 y 1836 con Thomas McDonnell como residente conjunto) y tras él dos vicegobernadores como parte de Nueva Gales del Sur, Australia, junto con diversos gobernadores desde el 3 de enero de 1841.

- En Rarotonga desde el establecimiento en 1888 del protectorado británico sobre las Islas Cook. El tercer y último titular del cargo siguió como comisionado residente desde 1901 con la incorporación a los Territorios británicos del Pacífico Occidental (bajo un único alto comisionado en Honoria o Suva hasta su disolución en 1971) hasta la abolición del puesto con la concesión del autogobierno en 1965 como territorio libre asociado a Nueva Zelanda. A partir de entonces contó con su propio consejo de ministros aún bajo la Corona británica que desde 1976 designa un representante especial del Rey o la Reina así como un alto comisionado.

#### Residentes en protectorados o estados descolonizados de la Commonwealth
- Sikkim, donde el maharajá había estado sometido a un protectorado británico entre 1861 y el 15 de agosto de 1947 y el representante de la Corona recibió el nombre de agente político, se convirtió inmediatamente después en protectorado de la India recién independizada: formalmente desde el 5 de diciembre de 1950, mientras tanto el representante indio recibió también el nombre de agente político y de hecho el primer titular fue el anterior agente político británico; la India aún era un dominio, todavía bajo control de la Corona británica hasta el 26 de enero de 1950. Siguió así hasta el 16 de mayo de 1975 cuando India se lo anexionó como estado constituyente del país.

### Residentes coloniales neerlandeses

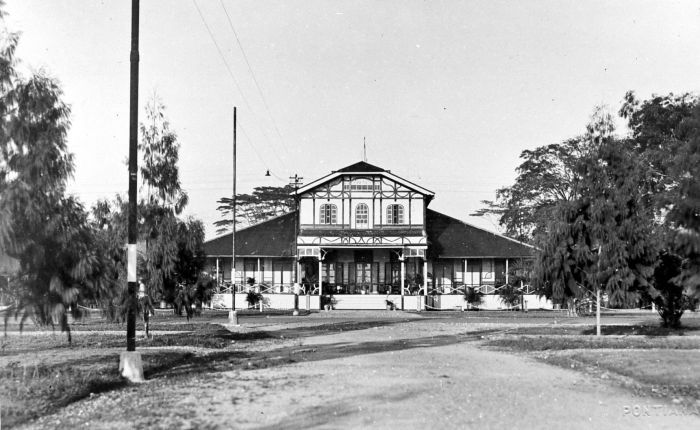
Hogar del residente holandés en Pontianak, c. 1910.

En las Indias Orientales Neerlandesas a los residentes neerlandeses y rangos inferiores como residentes ayudantes se les asignaba a diversos de los numerosos príncipes nativos de la actual Indonesia, véase Kabupaten (traducción del término holandés regentschap).
Por ejemplo, en la isla de Sumatra hubo residentes neerlandeses en Palembang, en Madan en el Sultanato de Deli, otro con el sultán de Ternate, otro en Bali, etc.

### Residentes coloniales franceses
Francia también mantuvo residentes (rèsident); sin embargo la tradición jacobina de estricta autoridad estatal no se adaptaba bien al mandato indirecto así que predominaba el gobierno directo. Muchos formaban parte de la jerarquía colonial blanca en vez de estar asignados a un gobernante o jefe tribal.

#### Consideración derèsident
- Existía un único puesto de residentes en Côte d'Ivoire (Costa de Marfil), subordinado desde 1881 al comandante superior de Gabón y los asentamientos del Golfo de Guinea y desde 1886 a los vicegobernadores de Guinea. Francia había declarado protectorados sobre los reinos de Nzema y Sanwi y mantuvo residentes en Assinié durante 1843-1870 y en Grand Bassam, en Fort Dabou, durante 1853-1872, como parte de la Colonia de Gorée y Dependencias de Senegal:
  - 1871-1885 Arthur Verdier
  - 1885-1886 Charles Bour
  - 1886 - 9 de marzo de 1890 Marcel Treich Leplène
  - 9 de marzo de 1890 - 14 de junio de 1890 Jean Joseph Étienne Octave Péan (en funciones)
  - 14 de junio de 1890 - 1892 Jean Auguste Henri Desailles
  - 1892 Eloi Bricard (en funciones)
  - 1892 - 12 de noviembre de 1892 Julien Voising (en funciones)
  - 12 de noviembre de 1892 - 10 de marzo de 1893 Paul Alphonse Frédéric Heckman; en adelante su puesto lo ocuparon gobernadores propios.
- En las Comores, en el océano Índico, hubo varios residentes destinados con los diversos sultanatos nativos en las islas principales. Todos estaban subordinados a los administradores del protectorado de la isla Mayotte que constituía por sí sola el sultanato nativo de Maore o Mawutti:
  - En Ngazidja o Gran Comora, dividida en once sultanatos, algunos de los cuales ostentaron en ocasiones el título superior de sultani tibe (gobernante supremo), noviembre de 1886 - 1912.
  - En Ndzuwani o Anjouan junto al phany (único sultán). Solo dos titulares en las décadas de 1880 y 1890.
  - En Mwali o Mohéli desde 1886; entre 1889 y 1912 ocupó el puesto el residente de Anjouan.
- En Wallis y Futuna, tras un único representante francés denominado chargé de mission (7 de abril de 1887 - 26 de junio de 1888, Maurice Antoine Chauvot) hubo una larga lista de residentes desde el 7 de abril de 1887. Desde el 3 de octubre de 1961, cuando ambas islas se unieron con el nombre de territorio de ultramar de Wallis y Futuna, sus sucesores pasaron a ser «administradores superiores» pero las dinastías nativas sobrevivieron. Representaban al gobierno francés en virtud de los tratados de protectorado con la T'ui (gobernante) de Uvea o Wallis firmados el 5 de abril de 1887 hasta que el 27 de noviembre de 1887 la isla pasó a estar administrativamente unida a Nueva Caledonia y el 16 de febrero de 1888 a los dos reinos de Futuna: Tu'a (también llamado Alo) y Sigave.

#### Rèsident superieur
Este título, con el significado de residente superior, indicaba que el designado tenía otros residentes de rango inferior bajo su mando. 
- En el Alto Volta (actual Burkina Faso), que disponía de su propio vicegobernador (antes) o gobernador (después) y entremedias había sido parte de una o, dividido, de más colonias francesas vecinas, hubo un residente superior de la «Costa del Alto Volta» entre el 1 de enero de 1938 y el 29 de julio de 1940 mientras fue parte de la colonia de Costa de Marfil. Este residente superior fue Edmond Louveau.
- En Camboya, donde el gobierno monárquico permanecía al menos teóricamente, el residente en Phnom-Penh fue el residente superior de los diversos residentes de la colonia. Este residente superior respondía ante el gobernador general de la Indochina francesa.

### Residentes coloniales alemanes

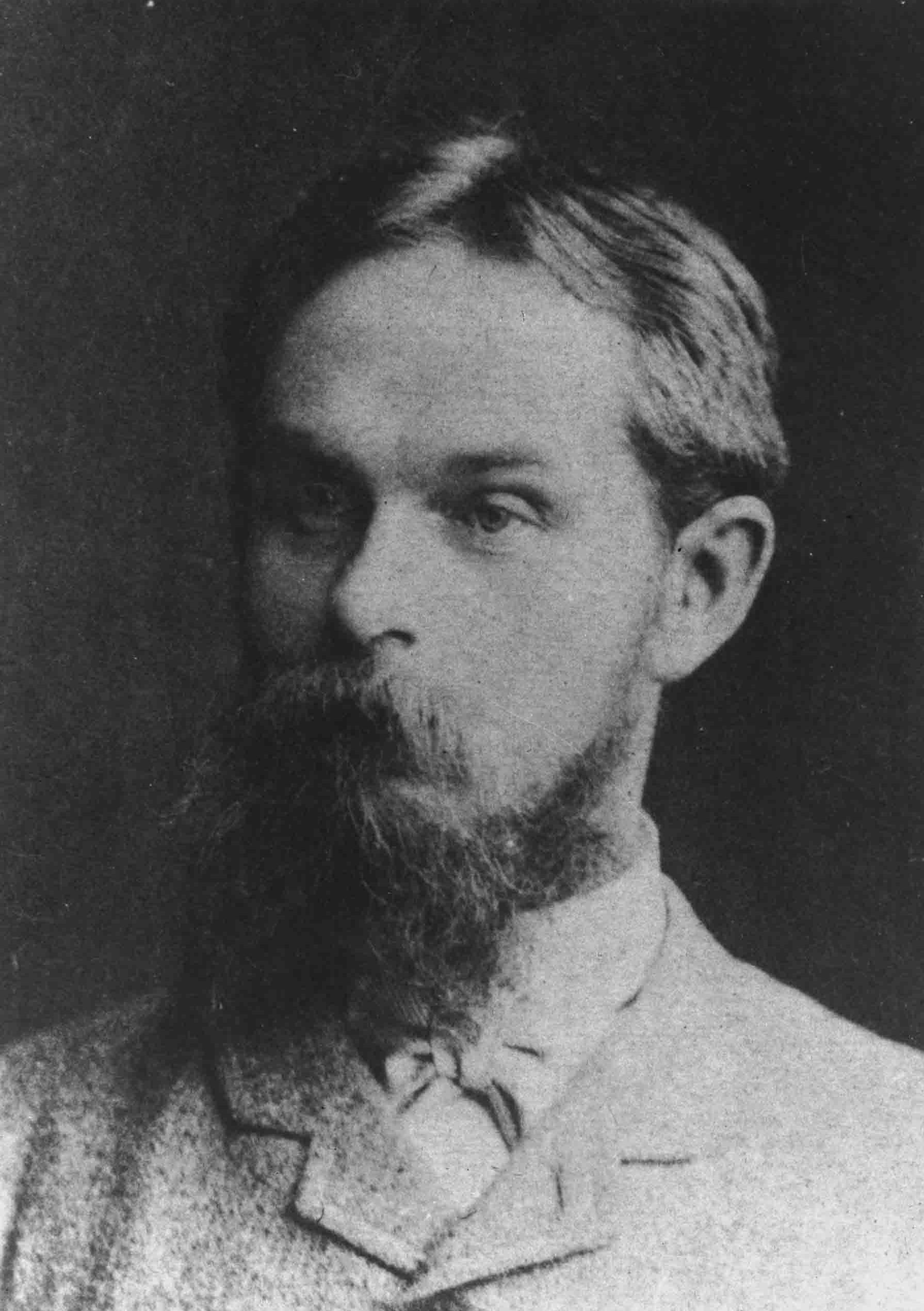
Clemens Denhardt, importante explorador alemán en África junto a su hermano Gustav Denhardt, residentes conjuntos alemanes en Witulandia en la década de 1880.

En las colonias alemanas también existió el título de residente, en su caso Residentur.
- En Witulandia: Ahmed ibn Fumo Bakari, el primer mfalume (sultán) de Witu, en la costa keniana, cedió 65 km² de territorio el 8 de abril de 1885 a la «Tana Company» de los hermanos Clemens y Gustav Denhart mientras el resto de Witulandia se convertía en el Schutzgebiet (protectorado) alemán de Witulandia o Deutsch-Witu el 27 de mayo de 1885. Los residentes alemanes representaban al Reich en el lugar: Gustav Denhardt (entre el 8 de abril de 1885 y el 1 de julio de 1890) y su adjunto Clemens Andreas Denhardt hasta que el 1 de julio de 1890 Alemania renunció a su protectorado y pasó el control de Witulandia a Gran Bretaña que lo había declarado protectorado británico el 18 de junio de 1890.
- En el África Oriental Alemana:
  - Residente en Ruanda: 1906 - 15 de noviembre de 1907 Werner von Grawert, anteriormente último comandante del distrito militar de Usumbura (el otro distrito era Ujiji).
  - Residente en Urundi, actual Burundi: 15 de noviembre de 1907 - junio de 1916, el primero fue el mismo de Ruanda. Formalmente acreditado ante el mwami (rey) nativo; el 8 de octubre de 1905 los alemanes reconocieron al ya gobernante Mwezi IV Gisabo como «sultán» de Burundi y como su única autoridad suprema.
- En el Camerún Alemán:
  - Residente en Garua.
  - Residente en Mora.
  - Residente en Ngaundere.
- En el África del Sudoeste Alemana, actual Namibia:
  - Residente en Schuckmannsburg para la Franja de Caprivi.

### Residentes coloniales portugueses
- En Cabinda, en Angola, cinco titulares desde el 18 de julio de 1885, tras la creación del distrito del Congo Portugués el 14 de febrero de 1885, hasta 1889, cuando se produjo el fin de su autonomía bajo los gobernadores del distrito del Congo que estaban instalados en Cabinda desde 1887.
- En la Fortaleza de São João Baptista de Ajudá, en Benín, residentes civiles sirvieron desde 1911, con la retirada de la guarnición militar portuguesa, hasta el 31 de julio de 1961 con la invasión de la fortaleza por las fuerzas militares beninesas.

## Residentes generales y sus residentes subordinados

### Residentes generales británicos

#### Estados y posesiones en la Malasia británica
A nivel nacional en la Malasia británica, tras la asignación de los gobernadores de las Colonias del Estrecho al puesto de alto comisionado (1 de julio de 1896 - 1 de abril de 1946), la metrópoli nombró los siguientes residentes generales:
- 1 de julio de 1896–1901 Frank Athelstane Swettenham (desde 1897, Sir Frank Athelstane Swettenham)
- 1901–1904 William Hood Treacher
- 1904–1910 Sir William Thomas Taylor
- 1910–1911 Arthur Henderson Young

Después hubo diversas secretarías principales británicas entre 1911 y 1936 y dos secretarías federales hasta el 31 de enero de 1942. Después de tres gobernadores militares japoneses el gobernador británico (1 de abril de 1946 - 1 de febrero de 1948) permaneció como el primero de cuatro altos comisionados que fueron gobernadores generales de facto de la Federación Malaya hasta su independencia el 31 de agosto de 1957 cuando se instauró un gobernante supremo federal electivo con el nombre de Yang di-Pertuan Agong (con el añadido de bagi Malaysia desde el 16 de septiembre de 1961).
Varios estados malayos contaron con residentes específicos:
- 1885-1911 Con los sultanes (maharajás hasta 1886) de Johore, estado no federado hasta 1946. A partir de entonces consejeros generales representaron a la Corona británica hasta la ocupación japonesa y por último por comisionados entre 1945 y 1948.
- 1888-1941 Con el Yang Di Pertuan Besar (gobernante electivo del estado) de la confederación de nueve miembros de Negeri Sembilan que aceptó el protectorado inglés en 1888 y accedió en 1896 a la Federación. Después de la ocupación japonesa también aquí comisionados británicos.
  - 1883-1895 Residentes británicos adicionales con el Yang Di-Pertuan Muda (gobernante) de Jelebu, un principado miembro de importancia.
  - 1875-1895 Residentes británicos adicionales con el Undang Luak Sungai Ujong (gobernante) de Sungai Ujong, otro principado miembro de importancia.
- 1888-1938 Con los sultanes (hasta 1882 Bendahara Seri Maharajá) de Pahang desde el principio del protectorado británico. Después de la ocupación japonesa también aquí comisionados británicos.
- 1874-1941 Con los sultanes de Perak según lo estipulado en el Tratado de Pangkor de 1874, cuando intercambieron la soberanía tailandés por el protectorado británico. Desde el 1 de julio de 1896 parte de los Estados Federados Malayos; después de la ocupación japonesa un único comisionado británico.
- 1875-1941 Con los sultanes de Selangor durante la Guerra Klang, un año antes de aceptar el protectorado británico (nunca como parte de Tailandia). Desde el 1 de julio de 1896 parte de los Estados Federados Malayos; después de la ocupación japonesa comisionados británicos.

Una posición parecida con otro nombre estaba presente en los otros estados malayos:
- 1909-1941 Consejeros británicos reemplazaron a los consejeros del rey thai del sultanato de Kedah, un estado no federado. Tras las ocupaciones japonesa y tailandesa, comisionados británicos ocuparon su lugar.
- 1903-1941 Consejeros británicos reemplazaron a los tailandeses del sultanato de Kelantan, un estado no federado. Tras las ocupaciones japonesa y tailandesa comisionados británicos ocuparon su lugar.
- 1909-1941 Consejeros británicos reemplazaron a los tailandeses ante los rajás de Perlis desde la aceptación del protectorado británico como estado no federado en vez de la soberanía tailandesa desde su separación de Kedah y volvieron tras las ocupaciones japonesa y tailandesa hasta que el 1 de abril de 1946 se unió a la Unión Malaya (Malasia a partir del 16 de septiembre de 1963).
- 1904-1925 Agentes británicos ante los sultanes de Terengganu, incluso antes del intercambio de la soberanía tailandesa por el protectorado británico como estado malayo no federado el 9 de julio de 1909. Consejeros en 1919-1941, periodo durante el cual se solaparon ambos títulos para los mismos titulares. Tras las ocupaciones japonesa y tailandesa comisionados británicos ocuparon su lugar.

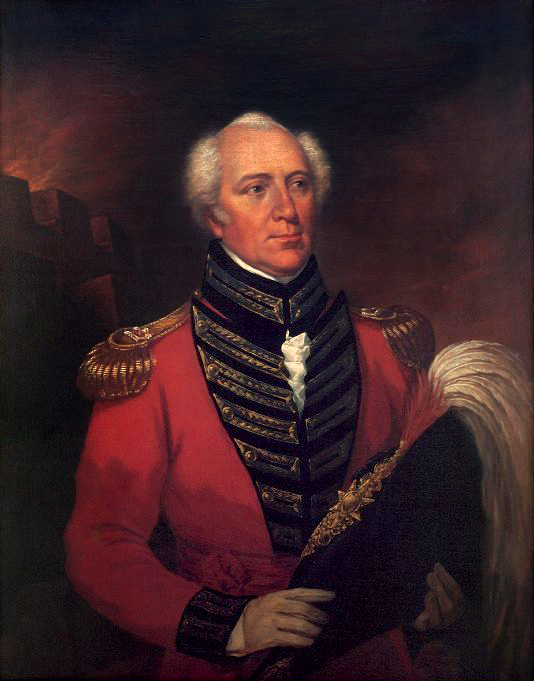
Retrato de William Farquhar, sexto residente de Malaca y primero de la Singapur colonial.

En las Colonias del Estrecho, bajo mandato directo británico:
- En Singapur, tras dos residentes británicos diferentes (7 de febrero de 1819 – diciembre de 1822, William Farquhar, luego John Crawfurd) los gobernadores de las Colonias del Estrecho ocuparon el puesto entre 1826 y el 15 de febrero de 1942. Después de cuatro administradores militares japoneses y dos alcaldes japoneses gobernó un administrador militar británico del 12 de septiembre de 1945 al 1 de abril de 1946 y luego cuatro gobernadores británicos, el segundo de ellos como el primero de dos «jefes de estado» denominados yang di-pertuan negara. El sucesor malayo de este puesto se convirtió en el primer presidente tras la independencia.
- En Malaca (Melaka), una antigua colonia holandesa, ocuparon el cargo siete residentes británicos consecutivos entre 1795 y 1818, seguidos por tres gobernadores neerlandeses. Tras su inclusión definitiva en las Colonias del Estrecho británicas en 1826 la mayoría de ellos adoptaron el nombre de concejal residente (resident councillor) excepto durante el periodo 1910-1920 cuando volvieron a la denominación de residente. Después de la ocupación japonesa su puesto lo ocuparon comisionados residentes hasta que con la independencia de 1957 se instalaron gobernadores malayos y ministros principales.
- En Penang, después de tres superintendentes de la Compañía Británica de las Indias Orientales (1786-1799, solo la isla Príncipe de Gales, actual isla de Penang había sido cedida hasta entonces a los británicos por el sultán de Kedah), después dos vicegobernadores durante cuyo mandato, concretamente en 1801, se añadió la Provincia de Wellesley en el continente y muchos gobernadores desde 1805 (desde 1826 como parte de las Colonias del Estrecho). Entre 1849 y 1941 solo concejales residentes ocuparon un cargo, periodo durante el cual adoptó Penang su nombre. Tras cuatro gobernadores militares japoneses y desde 1945 dos británicos hubo cuatro comisionados residentes entre 1946 y 1957, después de lo cual los malayos determinaban «jefes de estado».

En Sabah y Sarawak, en el norte de Borneo y en el lado opuesto a la península malaya, no se asignaron tales oficiales pues había gobernantes o mandatarios blancos pero al aún soberano sultán de Brunéi, ubicado entre esos dos estados mayores, se le enviaron residentes británicos en el periodo 1906-1959 (interrumpido por el comandante japonés Masao Baba entre el 6 de enero de 1942 y el 14 de junio de 1945). Con posterioridad solo hubo altos comisionados para las competencias no transferidos según la autonomía (y desde 1971 autogobierno) hasta la independencia completa el 1 de enero de 1984.

### Residentes generales franceses
Con el nombre de Résident-général.

#### África

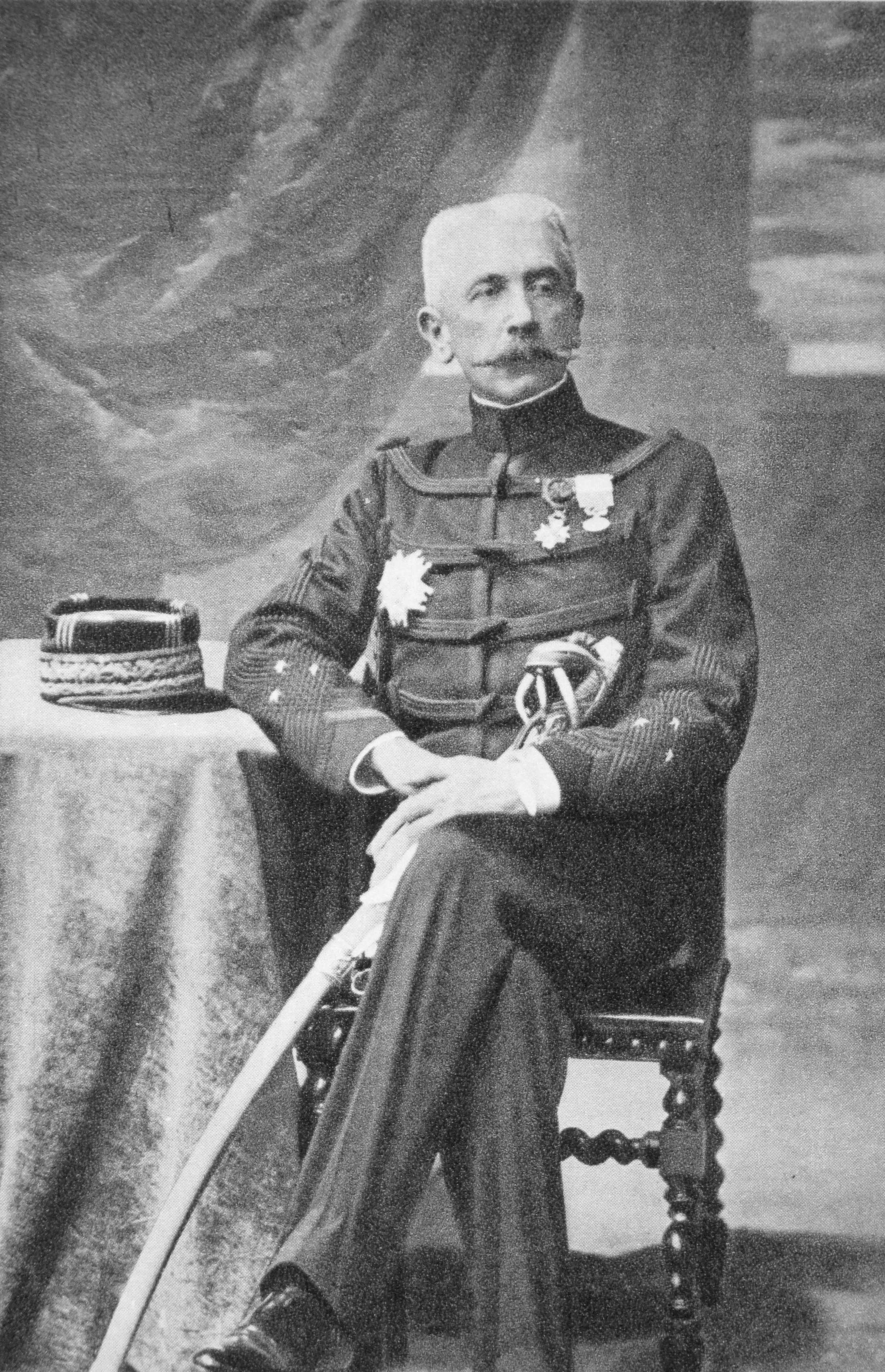
Louis Hubert Lyautey en 1914, durante su etapa como primer residente general francés en Marruecos (1912-1925).

- En Marruecos, acreditados ante el sultán. Residentes generales entre el 28 de abril de 1912 y el 2 de marzo de 1956 (el primero en el cargo fue con anterioridad gobernador militar).
- En Túnez, acreditados ante el basha bey. Residentes generales entre el 23 de junio de 1885 y el 31 de agosto de 1955. El primer asignado fue el último de los dos ministros residentes previos.
- En Madagascar, del 28 de abril de 1886 al 31 de julio de 1897.

#### Indochina
- En los actuales Vietnam y Laos: residentes generales para Annam-Tonkín en Hué, entre el 11 de junio de 1884 y el 9 de mayo de 1889.
  - Residentes superiores para Annam, también en Hué, 1886- década de 1950, al menos hasta 1953.
  - Residentes superiores para Tonkín en Hanói, subordinados a Annam hasta 1888, 1886- década de 1950, al menos hasta 1953 pero ninguno en Cochinchina.
  - Residentes superiores para Laos, septiembre de 1895 - 5 de abril de 1945.
- En Camboya, residentes generales entre el 12 de agosto de 1885 y el 16 de mayo de 1889;
  - puesto rebajado con posterioridad, probablemente a actuar bajo órdenes de Hué, a residentes superiores desde el 16 de mayo de 1889 al 15 de octubre de 1945.
  - diversos residentes regionales.

### Residentes generales belgas
Los belgas usaban principalmente el francés en sus colonias; el término en su otor idioma oficial, el holandés, es Resident-generaal.
- En Burundi (cfr. apartado sobe Alemania arriba, había residentes belgas) entre 1960 y el 1 de julio de 1962 Jean Paul Harroy ocupó el puesto, permaneciendo allí tras ser el último gobernador belga y gobernador general adjunto del Congo Belga.

### Residentes generales japoneseso título original equivalente
En el protectorado de Corea, acreditados ante la monarquía Joseon (adaptado como rey o emperador). Tres titulares del cargo, todos pares de estilo occidental adaptado traducidos como príncipe, barón o conde de los que el último quedó como el primer gobernador general tras la anexión total a Japón.

## Residentes poscoloniales
A veces los residentes seguían en su puesto, particularmente los de antiguas potencias coloniales en territorios en procesos de transición hacia un nuevo estatus como el de independencia plena. Dichas funciones podían ejercerse bajo algún otro título como el de comisionado o alto comisionado.
Así, tras la Primera Guerra Mundial hubo residentes en algunos mandatos:
- Tras la ocupación francesa y británica de la antigua colonia alemana de Kamerun desde el 26 de septiembre de 1914 Gran Bretaña empezó a enviar una larga lista de residentes (algunos oficiales de distrito, otros residentes adjuntos) a la zona desde 1916, incluso antes de que la división formal entre el Camerún británico y el francés y la instaurción del 20 de julio de 1920 del Camerún británico como Mandato de la Sociedad de Naciones. Estos enviados siguieron existiendo tras la creación el 13 de diciembre de 1946 del fideicomiso de Naciones Unidas del Camerún británico hasta el 31 de diciembre de 1949; luego hubo un único residente especial designado a pesar de que en 1949 el sur de Camerún fue dividido en dos provincias (Bamenda, con capital en Bamenda, y Camerún del Sur, con capital en Buea) hasta que el 1 de octubre de 1954 el Camerún británico se convirtió en parte autónoma de Nigeria. Por último hubo dos comisionados en su lugar hasta que el 1 de octubre de 1961 el Camerún del Sur británico se incorporó a la República de Camerún, el antiguo Camerún francés, mientras que su parte norte ya se había unido a Nigeria el 1 de junio de 1961.
- La Jordania actual formaba parte del Mandato británico de Palestina a cargo de un alto comisionado británico desde el 12 de mayo de 1920 pero en agosto de 1920 los británicos crearon administraciones autónomas locales en Ajlun, Salt y Karak con éxito limitado. El 11 de abril de 1921 pasó a ser el Emirato de Transjordania, bajo mandato británico, y el 26 de mayo de 1923 Transjordania se separó formalmente de Palestina. El 28 de febrero de 1928 Gran Bretaña reconoció la independencia del mandato de Transjordania pero mantuvo el control financiero y militar. El 25 de mayo de 1946 se proclama el Reino Hachemita (con el título de malik) de Transjordania, actual Jordania. El 17 de junio de 1946 la independencia total del país pone fin a la estancia del último de cuatro residentes británicos:
  - Abril de 1921 - 21 de noviembre de 1921 Albert Abramson
  - 21 de noviembre de 1921 - abril de 1924 Harry St. John Bridger Philby
  - Agosto de 1924 – marzo de 1939 Henry Cox (desde 1937, Charles Henry Cox)
  - Marzo de 1939 – 17 de junio de 1946 Alec Seath Kirkbride

También los hubo tras la Segunda Guerra Mundial y no solo en antiguos mandatos; por ejemplo en partes de Libia, antigua colonia italiana, bajo administración de las Naciones Unidas desde 1946 y antes de sus unificación como Reino de Libia, donde Gran Bretaña mantuvo un residente en Tripolitania desde abril de 1949 hasta el 24 de diciembre de 1951 y otro     
en Cirenaica desde el 17 de septiembre de 1949 hasta el 24 de diciembre de 1951. Francia mantuvo uno en Fezán de 1950 al 24 de diciembre de 1951.
En una fase posterior una antigua colonia podía decidir enviar tales residentes como hizo la India entre el 5 de diciembre de 1950 hasta el 16 de mayo de 1975 en su protectorado himalayo de Sikkim, entonces todavía una monarquía independiente que posteriormente fue absorbida por la India como estado constitutivo. Ese era el mismo puesto que Gran Bretaña había mantenido con el maharajá cuando Sikkim era un protectorado.

## Variantes del título
- Residente gubernamental, Australia:
  - En el Territorio del Norte, bajo la autoridad del gobernador de Nueva Gales del Sur y tras haberse limitado a estar bajo comandantes militares. El puesto estuvo en vigor desde el 3 de marzo de 1864 hasta el 1 de enero de 1911, fecha en la que se convirtió en un territorio aparte y el último titular del puesto pasó a ser el primero de seis administradores. Posteriormente Robert Hunter Weddell fue residente gubernamental desde el 1 de febrer de 1927 hasta el 12 de junio de 1931. Los administradores siguieron (y siguen) siendo asignados, incluso después de la concesión de autogobierno del 1 de julio de 1978.
  - Cuando el territorio del párrafo anterior estuvo dividido hubo dos titulares consecutivos para Australia Central entre el 1 de marzo de 1927 y el 12 de junio de 1931.
  - A finales de la década de 1860 el título se usaba con frecuencia para referirse a Robert John Sholl, principal oficial del gobierno en el Distrito del Norte de la Colonia de Australia Occidental. Sholl, que residía en Roebourne, era oficialmente responsable de todas las competencias del gobierno en la parte norte de la colonia. Su posición bajó de categoría para pasar a ser la de magistrado residente para Roebourne.
- Administrador residente, Australia, en la Isla de Lord Howe:
  - Al menos dos titulares entre 1869 y 1882, el primero antes de que el asentamiento creado en 1834 fuera incluido en Nueva Gales del Sur. En 1878 la isla fue declarada reserva forestal y reclasificada como reserva botánica en 1883 y desde 1913 se le añadió un comité asesor local. Más tarde llegaron magistrados y presidentes de una junta de control en Sídney, todos no residentes; luego dos superintendentes entre 1940 y 1945.
  - De nuevo entre 1945 y 1953 presidentes de la recién creada Junta de la Isla de Lord Howe (titulares desconocidos). Desde 1982 la isla forma parte del Patrimonio de la Humanidad de la Unesco.

## Otros usos
- En espionaje, residente o rezidente (en ámbitos soviéticos) puede usarse para hablar del jefe o del representante de los servicios de inteligencia de un país en otro, a menudo dentro de una embajada.
- En Estados Unidos o Canadá el concepto de «residente jefe» se usa para nombrar al doctor designado para actuar como jefe de los residentes en su hospital, programa o departamento.